# Francy Boland
François Boland (ur. 6 listopada 1929 w Namur, zm. 12 sierpnia 2005 w Genewie) – belgijski muzyk jazzowy, pianista, aranżer, kompozytor i bandlider.

Ronnie Scott: Francy to genialny kompozytor i aranżer, bardzo muzykalny, bardzo oryginalny i bardzo niedoceniony. Fantastyczny pianista. Żadnych schematów.

## Życiorys
Na fortepianie zaczął grać w wieku ośmiu lat. Po II wojnie światowej przeniósł się do Liege, żeby podjąć studia w Conservatoire royal de Liège, które ukończył. W 1949 zwrócił na siebie uwagę po przystąpieniu do grupy The Bob Shots, w której składzie znalazły się przyszłe gwiazdy jazzu belgijskiego: saksofonista Bobby Jaspar, wokalista i wibrafonista Fats Sadi, oraz gitarzysta René Thomas. Z zespołem The Bob Shots nagrał w Paryżu sześć płyt. Po jego rozpadzie pozostał we Francji i w 1954 podjął współpracę z trębaczem Aimém Barellim jako pianista i aranżer. W 1956 poznał amerykańskiego trębacza Cheta Bakera i dołączył do jego grupy. Baker, wracając do Stanów Zjednoczonych, zabrał go ze sobą. Za oceanem przebywał prawie dwa lata, pisząc m.in. aranżacje dla zespołów prowadzonych przez Benny’ego Goodmana, Counta Basiego, Woody’ego Hermana, Dizzy’ego Gillespiego i Mary Lou Williams.
Do Europy wrócił w 1957 i zamieszkał w Niemczech. Zatrudnił się w orkiestrze Westdeutscher Rundfunk kierowanej przez Kurta Edelhagena. Wiosną 1961 poznał amerykańskiego, mieszkającego w Paryżu, perkusistę Kenny’ego Clarke’a, z którym sformował oktet w celu nagrania płyty The Golden 8 dla wytwórni Blue Note. Współpraca okazała się na tyle udana, że włoski impresario i producent Gigi Campi zachęcił obu muzyków do jej przedłużenia, co zaowocowało powstaniem formacji The Kenny Clarke/Francy Boland Big Band. Była to międzynarodowa orkiestra, której skład tworzyli muzycy ze Stanów Zjednoczonych (osiedli w Europie), Wielkiej Brytanii, Niemiec, Jugosławii, Austrii i Szwecji. Grali w niej m.in. trębacze Art Farmer, Manfred Schoof, Duško Gojković i Idrees Sulieman, saksofoniści Eddie „Lockjaw” Davis, Johnny Griffin, Herb Geller, Sahib Shihab, Ronnie Scott, Tony Coe, Derek Humble i Karl Drewo, puzoniści Nat Peck, Albert Mangelsdorff i Åke Persson, oraz perkusista Kenny Clarke. Przez wielu krytyków orkiestra była uznawana za pozaamerykański big-band nr 1. Nagrała blisko trzydzieści płyt, na których grały gościnnie takie gwiazdy saksofonu jak Stan Getz, Phil Woods i Zoot Sims. W 1970 nagrała album z big-bandem również wokalistka Carmen McRae, której pierwszym mężem był Clarke. Mimo powszechnego uznania, zespół nie odniósł sukcesu komercyjnego. Często borykał się z kłopotami finansowymi i po koncertach w Norymberdze w 1972 ogłosił zakończenie działalności.
Boland następnie zajmował się głównie komponowaniem. W 1973 przeniósł się do Szwajcarii i zamieszkał w Genewie. Jako kompozytor i aranżer współpracował z wieloma europejskimi orkiestrami radiowymi oraz okazjonalnie formowanymi big-bandami. Był współtwórcą powstałej w 1986 płyty Sary Vaughan One World One Peace. Album zawiera poezje Jana Pawła II opatrzone muzyką, głównie Bolanda, oraz całkowicie przez niego zaaranżowaną. Grał też na fortepianie w zespole towarzyszącym wokalistce.
Zmarł w Genewie. Miał 75 lat.

### Małżeństwo i dzieci
Był żonaty i miał syna. Żona pozostała z nim do końca jego życia.

## Wybrana dyskografia
- 1961 Kenny Clarke – Francy Boland and Company – The Golden 8 (Blue Note)
- 1967
  - Out of the Background (SABA)
  - Flirt and Dream (SABA)
- 1969 My Kind of World – Gitte & The Band (Electrola) – aranżacja, fortepian

The Kenny Clarke/Francy Boland Big Band
- 1962 Jazz Is Universal (Atlantic)
- 1963 Handle with Care (Atlantic)
- 1965 Now Hear Our Meanin’ (Columbia)
- 1966 Swing, Waltz, Swing (Philips)
- 1967
  - Out of the Folk Bag (Columbia)
  - Music for the Small Hours (Columbia)
  - Sax No End (SABA)
  - 17 Men and Their Music (Campi)
- 1968
  - Jazz Convention Volume I (KPM Music)
  - Jazz Convention Volume II (KPM Music)
  - Jazz Convention Volume III (KPM Music)
  - Latin Kaleidoscope (MPS)
  - More (Campi)
  - All Smiles (MPS)
- 1969
  - Faces (MPS)
  - Album 1 – Volcano – Live at Ronnie Scott’s (Rearward/Schema)
  - Album 2 – Rue Chaptal – Live at Ronnie Scott’s (Rearward/Schema)
  - More Smiles (MPS)
  - Fellini 712 (MPS)
  - At Her Majesty’s Pleasure (Black Lion)
- 1971
  - All Blues (MPS)
  - Off Limits (Polydor)
  - Stan Getz–Francy Boland – Change of Scenes – The Kenny Clarke/Francy Boland Big Band (Verve)
  - The Second Greatest Jazz Big Band in the World (Black Lion)
- 1975 November Girl – Carmen McRae – The Kenny Clarke/Francy Boland Big Band (Black Lion)
- 1992 Clarke Boland Big Band – En Concert avec Europe 1 (Tréma)

Zestawienie wg dat wydania płyt